# Саринова, Джумагуль
Джумагуль Саринова (1915 год, Пишпекский уезд, Семиреченская область, Российская империя — дата смерти неизвестна) — звеньевая колхоза «Каирма» Ворошиловского района Фрунзенской области, Киргизская ССР. В 1948 году получила звание Героя Социалистического Труда, которого была лишёна в 1952 году.

## Биография
Со второй половины 1940-х годов — рядовая колхозница, звеньевая полеводческого звена колхоза «Каирма» Ворошиловского района.
В 1947 году звено под руководством Джумагуль Сариновой по предоставленным документам в ЦК Компартии Киргизии собрало в среднем с каждого гектара по 811,8 центнера сахарной свёклы на участке площадью 2,05 гектара. Указом Президиума Верховного Совета СССР от 26 марта 1948 года удостоена звания Героя Социалистического Труда «за получение высоких урожаев пшеницы, хлопка, сахарной свёклы в 1947 году» с вручением ордена Ленина и золотой медали «Серп и Молот».
Этим же указом звания Героя Социалистического Труда были удостоены председатель колхоза Садыкул Байтурсунов, бригадир Сатар Сабиров, звеньевые Куляй Абдубочанова, Шаир Естебесова и Сукеш Мамбетова.
Во время последующей государственной проверки было установлено, что председатель колхоза Садыкул Байтурсунов умышленно предоставлял недостоверные и завышенные показатели урожайности и уборки сельскохозяйственных культур, за что он и бригадир Сатар Сабиров были привлечены к уголовной ответственности, осуждены и лишены наград и звания Героя Социалистического Труда.
Также была проведена проверка отчётности сданной сельскохозяйственной продукции ранее награждённых званием Героя Социалистического Труда тружеников колхоза. Было установлено, что звено Джумагуль Сариновой сдало фактически по 535 центнера сахарной свёклы с каждого гектара. Эти показатели не подпадали под награждение званием Героя Социалистического Труда и ЦК Компартии Киргизии подало в Президиум Верховного Совета СССР ходатайство об отмене Указа о награждении званием Героя Социалистического Труда по отношению к Джумагуль Сариновой.
Постановлением Президиума Верховного Совета СССР № 16 от 23 февраля 1952 года Указ о награждении званием Героя Социалистического Труда в отношении Джумагуль Сариновой был отменён. Этим же Постановлением за выдающиеся трудовые достижения при уборке сахарной свёклы в 1947 году была награждена медалью «За трудовую доблесть».
Дальнейшая судьба не известна.
Награды
- Медаль «За трудовую доблесть» (23.02.1952)